# Fair Game (film 1914)
Fair Game è un cortometraggio muto del 1914 diretto da Frank Wilson.

## Trama
Un agricoltore vende i conigli per uno scellino. Suo fratello li ricompra per sei pence e il contadino li rivende nuovamente.

## Produzione
Il film fu prodotto dalla Hepworth.

## Distribuzione
Distribuito dalla Hepworth, il film - un cortometraggio di 190,5 metri - uscì nelle sale cinematografiche britanniche nel marzo 1914.
Si conoscono pochi dati del film che, prodotto dalla Hepworth, fu distrutto nel 1924 dallo stesso produttore, Cecil M. Hepworth. Fallito, in gravissime difficoltà finanziarie, il produttore pensò in questo modo di poter almeno recuperare il nitrato d'argento della pellicola.